# Demeter International
Demeter International (plným názvem Biodynamic Federation Demeter International) je certifikační organizace pro biodynamické zemědělství a patří mezi hlavní ekologické certifikátory. Jméno organizace je odkazem na Déméter, řeckou bohyni obilí a plodnosti.
Je to nezisková organizace se 46 členskými organizacemi ve 36 zemích světa, zastupující jak globální biodynamické hnutí, tak certifikované biodynamické farmy Demeter. Organizace zahrnuje 19 certifikačních organizací Demeter a zbývající certifikace provádí mezinárodní certifikační výbor. Biodynamická certifikace Demeter se používá ve více než 65 zemích k ověření, že biodynamické produkty splňují mezinárodní standardy ve výrobě a zpracování.
Symbol Demeter byl zaveden a zaregistrován jako ochranná známka v roce 1928 a jako takový byl prvním ekologickým označením pro ekologicky vyrobené potraviny.

## Certifikace Demeter
Certifikát Demeter je mezinárodním označením pro produkty, které splňují přísné podmínky. Stojí na principech ekologie, etického přístupu a udržitelného rozvoje. Certifikace Demeter vzniklá v roce 1928 hlídá nejen jednotlivé parametry, ale posuzuje produkci v širším kontextu, od zasazení semínka až ke konečnému balení hotového produktu. Označení lze najít nejčastěji na potravinách, kosmetických produktech a oděvech, které splňují přísné biodynamické standardy pro trvale udržitelný rozvoj. Certifikace Demeter je mezinárodní ochrannou značkou zboží, které neobsahuje zdraví a přírodu ohrožující složky a i při jeho výrobě byly dodrženy zásady ochrany životního prostředí. Produkty označené logem Demeter je možné najít po celém světě, nejrozšířenější jsou v Německu a v Rakousku.

### Historie
Rakouský pedagog, filosof a esoterik Rudolf Steiner v roce 1924 popsal biodynamické zemědělství, jehož principy v nadcházejících letech testovala v praxi řada zemědělců a farmářů. V roce 1931 existovalo už 1 000 biodynamických farem. Nové postupy se šířily do dalších zemí. V roce 1939 vznikla biodynamická asociace až na Novém Zélandu. Ve spolupráci s výzkumnými odděleními německých univerzit a celosvětovými organizacemi se započal odborný výzkum, to bylo v roce 1952. V roce 1999 zdobilo logo Demeter přes 3 500 produktů a Demeter se stává největším zástupcem organických produktů celosvětově. V roce 2017 splňuje limity Demeter více než 5 000 farem v 54 zemích.

### Pravidla pro získání certifikace Demeter
Tuto značku mohou nést pouze produkty, jež kromě dodržení požadavků a směrnic pro ekologické zemědělství dané země, splňují i přísný Demeter standard. Podmínky jsou následující:
Kosmetika a potraviny:
- Ve složení produktu je min. 90 % surovin z certifikovaného ekologického zemědělství.
- Výrobek nebyl testován na zvířatech.
- Výrobek neobsahuje geneticky modifikované složky, minerální oleje a látky na bázi ropy, EDTA, benzen, propylenglykol, jakékoli karcinogenní, mutagenní a jiné zdraví neprospěšné látky a veškeré látky zakázané národní legislativou a legislativou EU.
- Výrobek neobsahuje žádné syntetické barvy, vůně a zvýrazňovače chuti.
- Při výrobě jsou využívány nízkoenergetické technologie, nepoužívá se dřevo vypěstované na jiném kontinentě a výrobek je balen s ohledem na životní prostředí.

Živočišná a rostlinná produkce:
- Chovaná zvířata mají volnost pohybu a nejsou trvale uvázána, mají venkovní výběh a přístup k čerstvé vodě. Klecové chovy jsou zakázány.
- Zvířata jsou krmena potravou vypěstovanou podle zásad biodynamického nebo ekologického zemědělství.
- Rozmnožování zvířat probíhá přirozeně.
- Pří léčbě zvířat se využívají přirozené postupy. Hormony, antibiotika a další podobné přípravky nejsou přípustné.
- Při pěstování plodin se nepoužívají syntetická hnojiva a postřiky.
- Rostliny jsou pěstovány tak, aby byl podpořen jejich přirozený růst. Nerostou v monokulturách.[1]